# Deens voetbalelftal in 2012
Het Deens voetbalelftal speelde elf officiële interlands in het jaar 2012, waaronder drie duels in de kwalificatiereeks voor het WK voetbal 2014 in Brazilië. Bij de EK-eindronde in Polen en Oekraïne werd de selectie onder leiding van oud-international Morten Olsen uitgeschakeld in de groepsfase, ondanks een overwinning op verliezend WK-finalist Nederland (1-0). Op de in 1993 geïntroduceerde FIFA-wereldranglijst zakte Denemarken in 2012 van de 11de (januari 2012) naar de 23ste plaats (december 2012).

## Balans
| Wedstrijden | Wedstrijden | Wedstrijden | Wedstrijden | Doelpunten | Doelpunten | Doelpunten | Punten |
| Gespeeld    | Winst       | Gelijk      | Verlies     | Voor       | Tegen      | Saldo      | Punten |
| ----------- | ----------- | ----------- | ----------- | ---------- | ---------- | ---------- | ------ |
| 11          | 2           | 3           | 6           | 11         | 18         | –7         | 0.636  |

## Interlands
|                                                                  |            |                                       |         |                                                                          |
| 29 februari Vriendschappelijk № 770 «onderlinge duels» 18:45 uur | Denemarken | 0 – 2                                 | Rusland | Parken, Kopenhagen Toeschouwers: 13.593 Scheidsrechter: István Vad (HUN) |
| 29 februari Vriendschappelijk № 770 «onderlinge duels» 18:45 uur |            | 4' Roman Sjirokov 45' Andrej Arsjavin |         | Parken, Kopenhagen Toeschouwers: 13.593 Scheidsrechter: István Vad (HUN) |

|                                                             |                      |       |                                          |                                                                              |
| 25 mei Vriendschappelijk № 771 «onderlinge duels» 15:30 uur | Denemarken           | 1 – 3 | Brazilië                                 | Imtech Arena, Hamburg Toeschouwers: 51.000 Scheidsrechter: Felix Brych (GER) |
| 25 mei Vriendschappelijk № 771 «onderlinge duels» 15:30 uur | Nicklas Bendtner 71' |       | 9' Hulk 13' (e.d.) Niki Zimling 40' Hulk | Imtech Arena, Hamburg Toeschouwers: 51.000 Scheidsrechter: Felix Brych (GER) |

|                                                             |                                              |       |           |                                                                              |
| 2 juni Vriendschappelijk № 772 «onderlinge duels» 16:00 uur | Denemarken                                   | 2 – 0 | Australië | Parken, Kopenhagen Toeschouwers: 15.888 Scheidsrechter: Antonio Damato (ITA) |
| 2 juni Vriendschappelijk № 772 «onderlinge duels» 16:00 uur | Daniel Agger 32' (pen.) Andreas Bjelland 68' |       |           | Parken, Kopenhagen Toeschouwers: 15.888 Scheidsrechter: Antonio Damato (ITA) |

| EK voetbal 2012 |
| --------------- |

|                                                                |           |                         |            |                                                                                   |
| 9 juni EK-eindronde Groep B № 773 «onderlinge duels» 19:00 uur | Nederland | 0 – 1                   | Denemarken | Metaliststadion, Charkov Toeschouwers: 30.000 Scheidsrechter: Damir Skomina (SLO) |
| 9 juni EK-eindronde Groep B № 773 «onderlinge duels» 19:00 uur |           | 24' Michael Krohn-Dehli |            | Metaliststadion, Charkov Toeschouwers: 30.000 Scheidsrechter: Damir Skomina (SLO) |

|                                                                 |                                           |       |                                                  |                                                                           |
| 13 juni EK-eindronde Groep B № 774 «onderlinge duels» 19:00 uur | Denemarken                                | 2 – 3 | Portugal                                         | Arena Lviv, Lviv Toeschouwers: 31.840 Scheidsrechter: Craig Thomson (SCO) |
| 13 juni EK-eindronde Groep B № 774 «onderlinge duels» 19:00 uur | Nicklas Bendtner 41' Nicklas Bendtner 80' |       | 24' Pepe 36' Hélder Postiga 87' Silvestre Varela | Arena Lviv, Lviv Toeschouwers: 31.840 Scheidsrechter: Craig Thomson (SCO) |

|                                                                 |                         |       |                                    |                                                                            |
| 17 juni EK-eindronde Groep B № 775 «onderlinge duels» 21:45 uur | Denemarken              | 1 – 2 | Duitsland                          | Arena Lviv, Lviv Toeschouwers: 32.990 Scheidsrechter: Carlos Velasco (ESP) |
| 17 juni EK-eindronde Groep B № 775 «onderlinge duels» 21:45 uur | Michael Krohn-Dehli 24' |       | 19' Lukas Podolski 80' Lars Bender | Arena Lviv, Lviv Toeschouwers: 32.990 Scheidsrechter: Carlos Velasco (ESP) |

|  |  |  |  |  |  |  |  |  |

|                                                                  |                      |       |                                                        |                                                                                  |
| 15 augustus Vriendschappelijk № 776 «onderlinge duels» 19:15 uur | Denemarken           | 1 – 3 | Slowakije                                              | TRE-FOR Park, Odense Toeschouwers: 9.209 Scheidsrechter: Daniel Stålhammar (SWE) |
| 15 augustus Vriendschappelijk № 776 «onderlinge duels» 19:15 uur | Tobias Mikkelsen 22' |       | 63' Martin Jakubko 72' Marek Hamšík 83' Ľubomír Guldan | TRE-FOR Park, Odense Toeschouwers: 9.209 Scheidsrechter: Daniel Stålhammar (SWE) |

|                                                                        |            |       |          |                                                                              |
| 8 september WK-kwalificatie Groep B № 777 «onderlinge duels» 20:15 uur | Denemarken | 0 – 0 | Tsjechië | Parken, Kopenhagen Toeschouwers: 24.004 Scheidsrechter: Wolfgang Stark (GER) |
| 8 september WK-kwalificatie Groep B № 777 «onderlinge duels» 20:15 uur |            |       |          | Parken, Kopenhagen Toeschouwers: 24.004 Scheidsrechter: Wolfgang Stark (GER) |

|                                                                       |                     |       |                      |                                                                                     |
| 12 oktober WK-kwalificatie Groep B № 778 «onderlinge duels» 20:00 uur | Bulgarije           | 1 – 1 | Denemarken           | Vasil Levski Stadion, Sofia Toeschouwers: 42.230 Scheidsrechter: Tony Chapron (FRA) |
| 12 oktober WK-kwalificatie Groep B № 778 «onderlinge duels» 20:00 uur | Dimitar Rangelov 7' |       | 40' Nicklas Bendtner | Vasil Levski Stadion, Sofia Toeschouwers: 42.230 Scheidsrechter: Tony Chapron (FRA) |

|                                                                       |                                                                 |       |                     |                                                                                          |
| 16 oktober WK-kwalificatie Groep B № 779 «onderlinge duels» 20:30 uur | Italië                                                          | 3 – 1 | Denemarken          | Stadio Giuseppe Meazza , Milaan Toeschouwers: 37.000 Scheidsrechter: Damir Skomina (SLO) |
| 16 oktober WK-kwalificatie Groep B № 779 «onderlinge duels» 20:30 uur | Riccardo Montolivo 33' Daniele De Rossi 37' Mario Balotelli 54' |       | 45+1' William Kvist | Stadio Giuseppe Meazza , Milaan Toeschouwers: 37.000 Scheidsrechter: Damir Skomina (SLO) |

|                                                                  |                   |       |                             |                                                                                      |
| 14 november Vriendschappelijk № 780 «onderlinge duels» 20:15 uur | Turkije           | 1 – 1 | Denemarken                  | Türk Telekom Arena, Istanboel Toeschouwers: 30.000 Scheidsrechter: Felix Brych (GER) |
| 14 november Vriendschappelijk № 780 «onderlinge duels» 20:15 uur | Mevlüt Erdinç 69' |       | 65' (pen.) Nicklas Bendtner | Türk Telekom Arena, Istanboel Toeschouwers: 30.000 Scheidsrechter: Felix Brych (GER) |

## FIFA-wereldranglijst
| JAN | FEB | MAR | APR | MEI | JUN | JUL | AUG | SEP | OKT | NOV | DEC |
| --- | --- | --- | --- | --- | --- | --- | --- | --- | --- | --- | --- |
| 11  | 10  | 11  | 9   | 10  | 9   | 10  | 10  | 10  | 18  | 22  | 23  |

## Statistieken
| Stephan Andersen    | 1981-11-26 | Évian Thonon     | 9  | 1 | 0 |     |   |
| Thomas Sørensen     | 1976-06-12 | Stoke City       | 2  | 0 | 0 | 101 | 0 |
| Jesper Hansen       | 1985-03-31 | FC Nordsjælland  | 1  | 0 | 0 |     |   |
| Verdediging         |            |                  |    |   |   |     |   |
| Simon Kjær          | 1989-03-26 | VfL Wolfsburg    | 10 | 0 | 0 |     |   |
| Daniel Agger        | 1984-12-12 | Liverpool        | 9  | 0 | 1 |     |   |
| Lars Jacobsen       | 1979-09-20 | FC Kopenhagen    | 9  | 0 | 0 |     |   |
| Simon Poulsen       | 1984-10-07 | Sampdoria        | 6  | 0 | 0 |     |   |
| Daniel Wass         | 1989-05-31 | Évian Thonon     | 4  | 1 | 0 |     |   |
| Andreas Bjelland    | 1988-07-11 | FC Twente        | 2  | 1 | 1 |     |   |
| Jorès Okoré         | 1992-08-11 | FC Nordsjælland  | 2  | 1 | 0 |     |   |
| Kevin Conboy        | 1987-10-15 | NEC Nijmegen     | 1  | 0 | 0 |     |   |
| Jesper Juelsgård    | 1989-01-26 | FC Midtjylland   | 1  | 0 | 0 |     |   |
| Kris Stadsgaard     | 1985-08-01 | FC Kopenhagen    | 1  | 0 | 0 |     |   |
| Patrick Mtiliga     | 1981-01-28 | FC Nordsjælland  | 1  | 1 | 0 |     |   |
| Lasse Nielsen       | 1988-01-08 | Aalborg BK       | 0  | 2 | 0 |     |   |
| Dennis Flinta       | 1983-11-14 | Silkeborg IF     | 1  | 0 | 0 |     |   |
| Peter Nymann        | 1982-08-22 | Djurgårdens IF   | 0  | 1 | 0 |     |   |
| Middenveld          |            |                  |    |   |   |     |   |
| Christian Eriksen   | 1992-02-14 | Ajax Amsterdam   | 11 | 0 | 0 |     |   |
| William Kvist       | 1985-02-24 | VfB Stuttgart    | 9  | 0 | 1 | 38  | 1 |
| Niki Zimling        | 1985-04-19 | 1. FSV Mainz 05  | 7  | 0 | 0 |     |   |
| Nicolai Stokholm    | 1976-04-01 | FC Nordsjælland  | 2  | 1 | 0 |     |   |
| Thomas Kristensen   | 1983-04-17 | FC Kopenhagen    | 2  | 0 | 0 |     |   |
| Jakob Poulsen       | 1983-07-07 | AS Monaco        | 2  | 8 | 0 |     |   |
| Lasse Schöne        | 1986-05-27 | Ajax Amsterdam   | 1  | 4 | 0 |     |   |
| Kasper Lorentzen    | 1985-11-19 | FC Nordsjælland  | 1  | 3 | 0 |     |   |
| Christian Poulsen   | 1980-02-28 | Ajax Amsterdam   | 1  | 2 | 0 |     |   |
| Michael Silberbauer | 1981-07-07 | Odense BK        | 1  | 1 | 0 |     |   |
| Casper Sloth        | 1992-03-26 | Aarhus GF        | 1  | 0 | 0 |     |   |
| Thomas Kahlenberg   | 1983-03-20 | VfL Wolfsburg    | 0  | 3 | 0 |     |   |
| Leon Andreasen      | 1983-04-23 | Hannover 96      | 0  | 1 | 0 |     |   |
| Søren Christensen   | 1986-06-29 | FC Nordsjælland  | 1  | 0 | 0 |     |   |
| Martin Ørnskov      | 1985-10-10 | Viking Stavanger | 1  | 0 | 0 |     |   |
| Mads Albæk          | 1990-01-14 | FC Midtjylland   | 0  | 1 | 0 | 1   | 0 |
| Aanval              |            |                  |    |   |   |     |   |
| Michael Krohn-Dehli | 1983-06-06 | Celta de Vigo    | 11 | 0 | 2 |     |   |
| Nicklas Bendtner    | 1988-01-16 | Juventus         | 10 | 0 | 5 |     |   |
| Dennis Rommedahl    | 1978-07-22 | Brøndby IF       | 7  | 1 | 0 |     |   |
| Tobias Mikkelsen    | 1986-09-18 | Greuther Fürth   | 2  | 6 | 1 |     |   |
| Nicolai Jørgensen   | 1991-01-15 | FC Kopenhagen    | 1  | 0 | 0 |     |   |
| Nicklas Helenius    | 1991-05-08 | Aalborg BK       | 1  | 2 | 0 |     |   |
| Andreas Cornelius   | 1993-03-16 | FC Kopenhagen    | 0  | 2 | 0 |     |   |
| Emil Larsen         | 1991-06-22 | Odense BK        | 0  | 2 | 0 |     |   |
| Viktor Fischer      | 1994-06-09 | Ajax Amsterdam   | 0  | 1 | 0 |     |   |
| Mads Junker         | 1981-04-21 | KV Mechelen      | 0  | 1 | 0 |     |   |
| Nicklas Pedersen    | 1987-10-10 | KV Mechelen      | 0  | 1 | 0 |     |   |
| Lasse Rise          | 1986-06-09 | Randers FC       | 1  | 0 | 0 |     |   |
| Simon Makienok      | 1990-11-21 | Brøndby IF       | 0  | 1 | 1 |     |   |